# Khu bảo tồn thiên nhiên địa phương sông Arrow
Khu bảo tồn thiên nhiên địa phương sông Arrow (LNR) nằm dọc theo sông Arrow, Worcestershire ở Alcester, Warwickshire, nước Anh. Khu bảo tồn được quản lý bởi Hội đồng quận Stratford, Warwickshire Wildlife Trust (WWT) và nhóm Steering thuộc Khu bảo tồn địa phương sông Arrow.